# Список заслуженных мастеров спорта СССР (прыжки в воду)
Заслуженный мастер спорта СССР — почётное пожизненное спортивное звание в СССР.
| 1942 год |                                          |            |                         |           |                 |  |
| 1        | Гайковой Владимир Трофимович             | 18.06.1942 | 16.6.1914 — ??.??.1986  | Ленинград | ВМФ             |  |
| 1946 год |                                          |            |                         |           |                 |  |
| 1        | Ефимова (Блохина) Серафима Павловна      | ??.??.1946 | ??.??.1913 — 19.07.1978 | Москва    | ГЦОЛИФК         |  |
| 2        | Мазуров Георгий Георгиевич               | 23.07.1946 | ??.??.1909 — ??.??.1981 | Москва    | «Динамо»        |  |
| 1953 год |                                          |            |                         |           |                 |  |
| 1        | Жигалова Любовь Егоровна                 | ??.08.1953 | ??.??.1924 — 14.02.1978 |           |                 |  |
| 2        | Жигалов Алексей Петрович                 | ??.08.1953 | 25.02.1915 — 07.07.1962 |           |                 |  |
| 1955 год |                                          |            |                         |           |                 |  |
| 1        | Богдановская Евгения Михайловна          | ??.01.1955 | ??.??.1917 — ??.??.1987 | Москва    | Советская Армия |  |
| 1960 год |                                          |            |                         |           |                 |  |
| 1        | Крутова (Беззаботнова) Нинель Васильевна | ??.11.1960 |                         | Москва    | «Динамо»        |  |

## 1969
- Сафонова (Федосова, Погожева), Тамара Степановна

## 1972
- Васин, Владимир Алексеевич

## 1975
- Калинина, Ирина Владимировна 1959[12]

## 1976
- Вайцеховская, Елена Сергеевна

## 1978
- Алейник, Владимир Петрович

## 1980
- Амбарцумян, Давид Григорьевич
- Портнов, Александр Сталиевич

## 1984
- Лобанкина, Алла Викторовна[13] 1967[12][14][15]

## 1991
- Лашко, Ирина Евгеньевна

## 1992
- Мирошина, Елена

## год присвоения неизвестен
- Дрожжин, Николай Васильевич 1965[16]
- Петрухина, Татьяна Максимовна (? после 1955)
- Тимошинина (Кузнецова), Наталья Владимировна 1947—1998
- Цирульникова, Жанна Феликсовна 1962 (? 85)[17]
- Чоговадзе, Георгий Анатольевич 1969